# Linnea
Linnéa
Ne doit pas être confondu avec Linéa, Linea ou Linnaea.
Cette page présente le prénom Linnea ainsi que ses variantes.

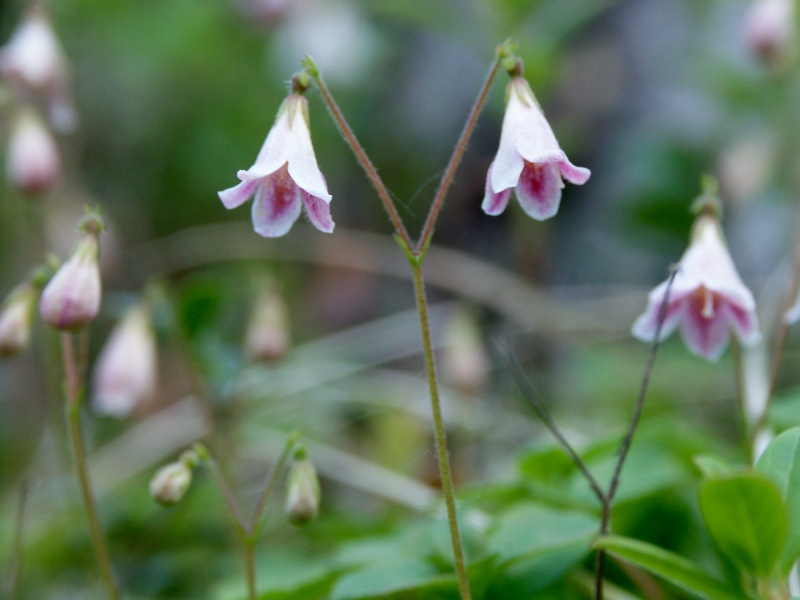
Photographie de Linnée boréale.

Linnea ou Linnéa est un prénom féminin dérivé de Linnaea, féminisation du nom latin de Carl von Linné et nom scientifique de la Linnée boréale, une fleur des bois. Il est répandu en Scandinavie et aux États-Unis.

## Personnalités portant ce prénom
Linnea
- Pour l'ensemble des articles sur les personnes portant ce prénom, consulter :
  - la liste des articles dont le titre commence par ce prénom
  - les listes produites par Wikidata : Liste des personnes de prénom « Linnea » — même liste en incluant les éventuels prénoms composés qui contiennent « Linnea ».

Linnéa
- Pour l'ensemble des articles sur les personnes portant ce prénom, consulter :
  - la liste des articles dont le titre commence par ce prénom
  - les listes produites par Wikidata : Liste des personnes de prénom « Linnéa » — même liste en incluant les éventuels prénoms composés qui contiennent « Linnéa ».